# Hartsville (Indiana)
Hartsville és una població dels Estats Units a l'estat d'Indiana. Segons el cens del 2000 tenia 376 habitants.

## Demografia
Segons el cens del 2000, Hartsville tenia 376 habitants, 137 habitatges, i 103 famílies. La densitat de població era de 439,9 habitants/km².
Dels 137 habitatges en un 35,8% hi vivien nens de menys de 18 anys, en un 60,6% hi vivien parelles casades, en un 7,3% dones solteres, i en un 24,1% no eren unitats familiars. En el 19% dels habitatges hi vivien persones soles el 9,5% de les quals corresponia a persones de 65 anys o més que vivien soles. El nombre mitjà de persones vivint en cada habitatge era de 2,74 i el nombre mitjà de persones que vivien en cada família era de 3,07.
Per edats la població es repartia de la següent manera: un 29,8% tenia menys de 18 anys, un 7,7% entre 18 i 24, un 29,8% entre 25 i 44, un 19,7% de 45 a 60 i un 13% 65 anys o més.
L'edat mediana era de 35 anys. Per cada 100 dones de 18 o més anys hi havia 106,3 homes.
La renda mediana per habitatge era de 50.000$ i la renda mediana per família de 54.375$. Els homes tenien una renda mediana de 32.500$ mentre que les dones 22.143$. La renda per capita de la població era de 18.372$. Entorn del 9,1% de les famílies i el 7,7% de la població estaven per davall del llindar de pobresa.

## Poblacions més properes
El següent diagrama mostra les poblacions més properes.